# 近衛尚嗣
近衛尚嗣（元和8年3月10日—承應2年7月19日，1622年4月20日—1653年9月10日），日本江戶時代公卿，近衛信尋之子、後陽成天皇之孫，官位從一位、關白、左大臣。近衛家第20代當主。其子是近衛基熙。